# مارسيلو دي ليما هنريكي
مارسيلو دي ليما هنريكي (بالبرتغالية: Marcelo de Lima Henrique‏) هو لاعب كرة قدم وحكم كرة قدم برازيلي []، ولد في 26 أغسطس 1971 في ريو دي جانيرو في البرازيل.